# Onthophagus obliquus
Onthophagus obliquus är en skalbaggsart som beskrevs av Olivier 1789. Onthophagus obliquus ingår i släktet Onthophagus och familjen bladhorningar. Inga underarter finns listade i Catalogue of Life.